# Anatolij Krym
Anatolij Krym, född 1946 i Vinnytsja, Ukrainska SSR, Sovjetunionen, är en ukrainsk författare och dramatiker.
Krym har studerat dramaturgi vid Maxim Gorkijs institut för litteratur i Moskva. Hans pjäser har uppmärksammats i Ukraina och Ryssland, där de spelas kontinuerligt på teatrar. I Ukraina har hans pjäser spelats på över 20 teatrar.
2004 blev han sekreterare i det ukrainska författarfacket och rådgivare till en ukrainsk kulturkommitté.

### Utgivet på svenska
- Den ryska frågan (Russkij vopros) (översättning Nils Håkanson) (Ruin, 2011)